# Laborec
Le Laborec (hongrois : Laborc) est une rivière en Slovaquie, principalement dans la Région de Košice et un affluent du Latorica, donc un sous-affluent du Danube par la Bodrog et la Tisza.

## Géographie
Il traverse les villes de Michalovce et Strážske.

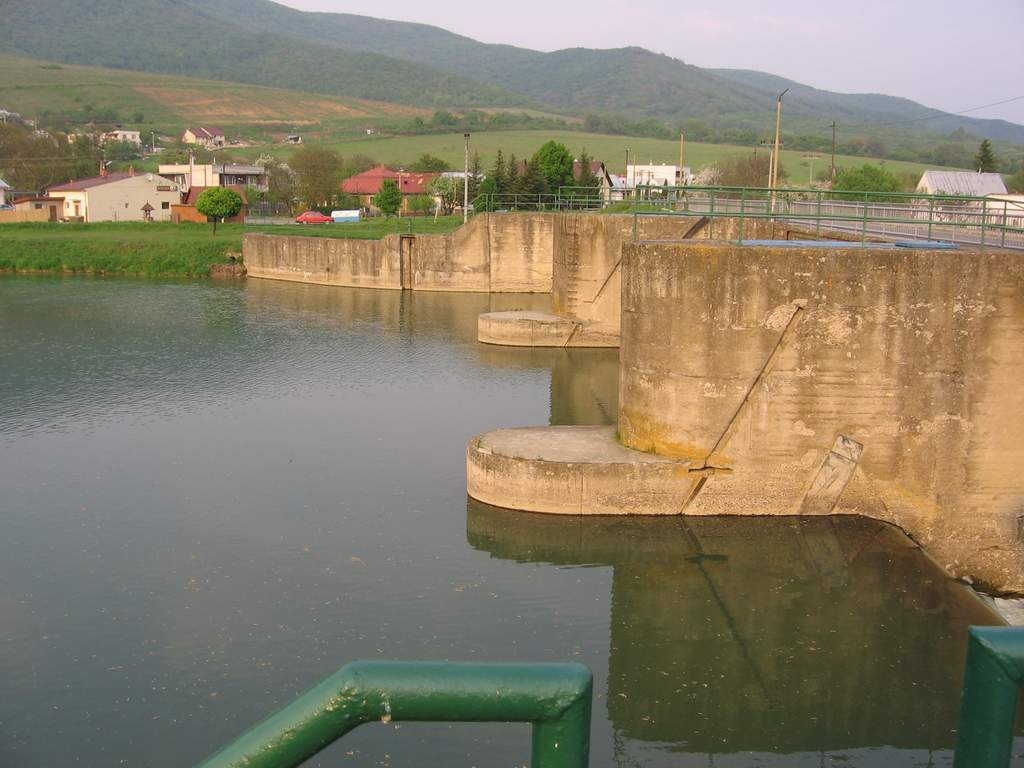
Pont sur le Laborec à Strážske.

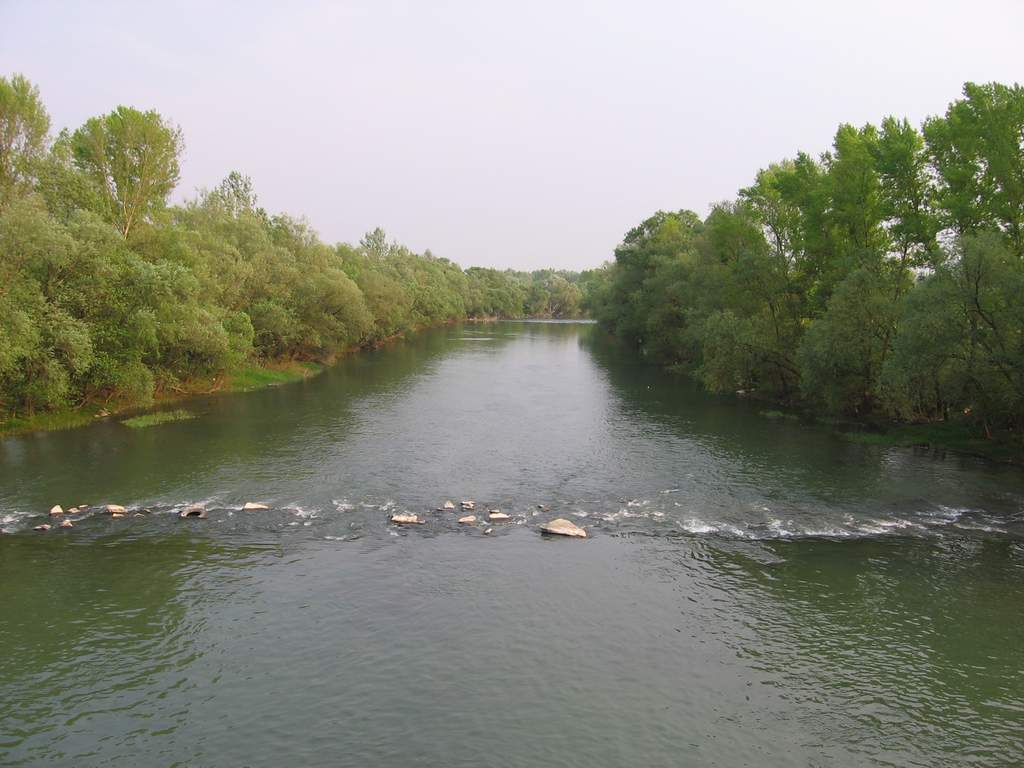